# Мірза Адігезаль-бек
Мірза́ Адігезаль-бек (азерб. Mirze Adıgözəl bəy, приблизно у 1780-х рр. — 9 вересня 1848 року) — азербайджанський історик XIX століття, автор історичного твору «Карабаг-наме». Навчався в мектебі в Шуші. З початку XIX століття на службі у російських урядових і військово-адміністративних установах. Капітан Російської імператорської армії.

## Початковий період служби
У 1795 році з наближенням військ Ага Мохаммед Хана Каджара в Карабах Мірза Адігезаль-бек разом з родиною і підвладними їм ілатами (кочівниками), що проживали, мабуть, у розташованому біля ріки Араксу Ігірмідортському (Двадцять четвертому) магалі залишають Карабах і переселяються в Грузію.
Після приєднання Грузії до Росії міністр Коваленський в Тифлісі прийняв Адігезаль-бека до себе на службу для ведення секретних справ з листування. Адігезаль-бек служив у Коваленського таємно. За службу отримував платню. На цій таємній службі він був, очевидно, протягом кінця 1799 і всього 1800 року. З цього часу Адігезаль-бек надовго пов'язав свою подальшу долю з російською адміністрацією та російськими військами в Закавказзі.

Під час російсько-турецької війни 1806—1812 займав посаду перекладача-письмоводителя у генерал-майора  Д. Лисаневича. В автобіографії він пише:
|  | До одинадцятого року я перебував при ньому секретарем. В цьому році мені було присвоєно чин підпоручика. Нарешті, в шістнадцятому році, з дозволу намісника генерала Єрмолова, я відправився до колишнього володаря Карабагу генерал-майора Мехтікулі-хана. |

У 1816 році Мірза Адігезаль-бек, як уродженець Карабаху, був посланий О. П. Єрмоловим до Мехтікулі-хана. Це відбулося в 1816 році перед виїздом О. П. Єрмолова в якості посла в Тегеран. Мехтікулі-хан Карабахський пожалував беку землі, що належали їхній сім'ї, а також і ще деякі населені землі, і призначив наїбом в Ігірмідортський магал.
За дорученням генерала Єрмолова він протягом трьох років, з 1823 по 1826 рік, був зайнятий на службі з охорони кордонів Карабаху. У розписі прикордонних постів князьМадатов показав пост, де знаходився Мірза Адігезаль-бек. У документі сказано:
|  | На кінцевому згір’ї Муравських гір (Мровдагських гір) при Базіргян булаку ..., попереду 15-ма верстами ... в уроч. Гіль, при розореному селі Зод обивательської варти, при магальному наібі підпор. Мірза-Адиґезаль-беку 40 чол., де понад те при сотнику Наслєдишеві 25 чол. козаків ... З цього розпису складаються дві лінії постів: — правого флангу від розореного с. Зод до гарячих вод, начальствує шт.-к. Черноглазов, жительськими караулами з завідування його підпор. Мірза-Адиґезаль-бек. |

## Участь у Російсько-перській війні 1826—1828 рр
Російсько-перська війна почалася з раптового вторгнення іранських військ у межі, підвладні Росії. Іранські війська майже одночасно перейшли кордон з боку Ерівані і вторглися в Шурагель і Памбак, а також у Талиш і Карабах. Прикордонні пости, що не мали достатніх сил, з боями відступали вглиб країни. Оскільки пост біля Базіргян-булага перебував при самому кордоні і якраз в тому самому напрямі, куди раніше ніж в інші місця хлинув потік іранських військ, Мірза Адігезаль-бек з довіреним йому загоном був відрізаний від сполучення з Шуші і Тифлісом.
Ситуація була ускладнена тим, що при вступі військ ворога окремі групи місцевого населення, що належали в часи правління ханів до тих верств, які тісно були пов'язані з ханською владою, перейшли на бік ворога і захопили із собою деяку частину кочівників. Після ліквідації ханського управління ці незначні за чисельністю прошарки юзбашів, маафів, кетхудів, а також деяка частина беків, втративши своє колишнє, привілейоване становище, і джерела матеріального добробуту, прагнули повернути старі порядки. Вони розраховували на те, що іранські війська відновлять колишній спосіб правління і повернуть їм втрачений добробут. Вони знали, що Мехті Кулі-хан Карабаський перебував серед військ спадкоємця іранського престолу Аббаса-Мірзи.
Після чого Мірза Адігезаль-бек приймає рішення з'явитися у ставці спадкоємного принца. Як полоненого Мірзу Адігезаль-бека відправили в Тебриз.
Після поразки іранських військ під Шамхором і в генеральній битві у Гянджі, Аббас-Мірза став готуватися до переговорів про мир. З цією метою на початку 1827 року принц звільняє з полону Адігезаль-бека і відправляє його в Шуші. У тому ж році Адігезаль-бек під командою князя Абхазова пройшов у тил ворога за річку Аракс, де зустрівся з Мехтікулі-ханом і схилив його до переходу на бік Росії. Високо цінуючи заслуги, пов'язані з виконанням доручення щодо залучення Мехтікулі-хана на російську сторону, генерал Паскевич представив Мірзу Адігезаль-бека до нагороди. З цього приводу він в одному зі своїх рапортів писав:
|  | Маю честь представити до нагород їм по справедливості належних, за засвідченням начальства, за моторність, відважність, з якою вони привели до закінчення покладені на них доручення в землі ворожій: Карабагського підпор. Мірза-Адиґезаль-бека і кн. Івана Мелікова, що перебуває при полк. кн. Абхазові, — до поручницьких чинів, з виконанням першому платні ... Про першого з них при тому в. с. під час перебування свого в Тифлісі, звичайно, чули, як він перебув вірний нам при збуренні його єдиновірців, і як твердо зносив полон і катування в Тавризі. |

В подальшому ході військових дій Мірза Адігезаль-бек, напевно, активної участі не брав.

## Відхід від військової служби
В кінці 1829 або початку 1830 року, Мірза Адігезаль-бек, прослуживши близько 30 років, вийшов у відставку.
У 30-х роках Адігезаль-бек працює в провінційному суді Карабаху, що дає йому можливість ознайомитися з історично сформованими умовами та характером господарської діяльності населення в різних частинах провінції, зі звичаями та історією країни.
Глибока повага до видатних представників культури минулого спонукала Мірзу Адігезаль-бека узятися до спорудження над могилою великого Нізамі нового мавзолею, замість старого, вже зовсім зруйнованого.
Свій твір «Карабаг-наме» Мірза Адігезаль-бек писав, маючи вже похилий вік (близько 65 років).
Мірза Адігезаль-бек помер 9 вересня 1848 року і був похований на цвинтарі села Рагімлі, який знаходиться неподалік від Геранбоя. Над його могилою споруджено мавзолей. Позначена нині дата смерті взята з тексту, розміщеного на плиті, встановленій над могилою Мірзи Адігезаль-бека.